# マニトワック造船

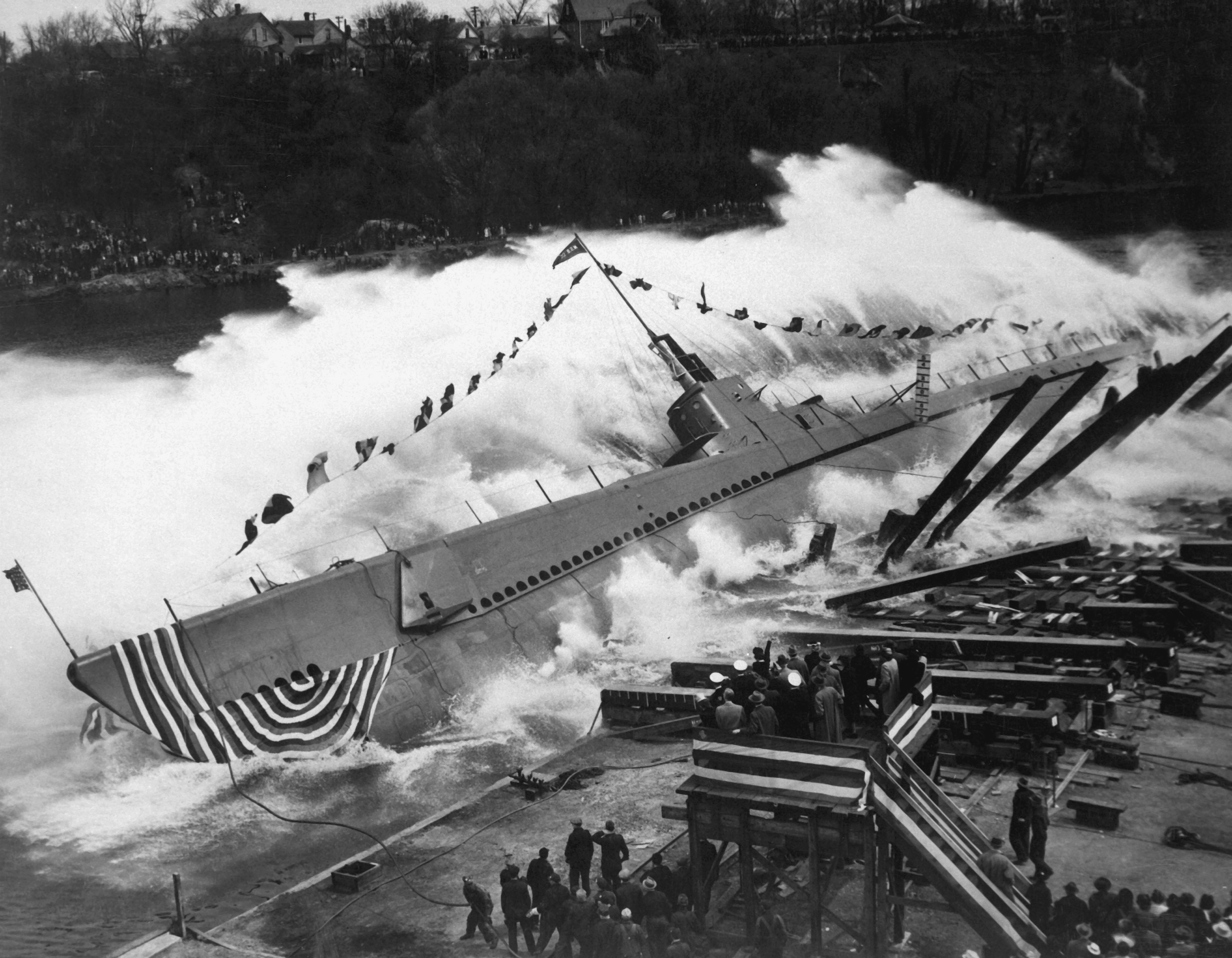
進水するロバロー、1943年5月9日

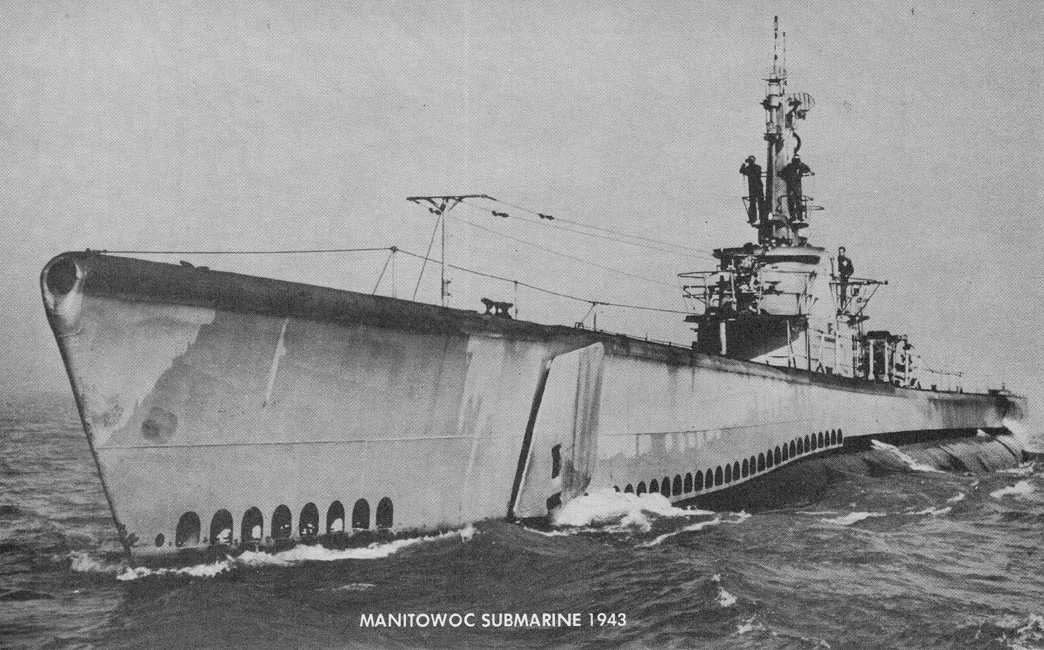
25隻の潜水艦がマニトワック造船で建造され、太平洋戦線で使用された。

マニトワック造船（Manitowoc Shipbuilding Company）は、アメリカ合衆国の造船会社。ウィスコンシン州マニトワックにて1902年設立された。五大湖地方において主要な造船業者であり、主にフェリーなどを建造した。 
第二次世界大戦中、マニトワック造船はガトー級潜水艦をはじめとする多くの潜水艦と「YOs」と呼ばれる自走式のはしけを建造した。最盛期には軍関係の雇用は年に7,000人にも達した。 
造船所は1968年に閉鎖されたが、1920年代より参入したクレーン製造を柱として2022年現在もマニトワックカンパニーとして存続している。

## 関連事項
- en:The_Manitowoc_Company - 現法人。主要製品はクレーン